# Nikołaj Kuzniecow (lotnik)
Nikołaj Aleksiejewicz Kuzniecow (ros. Николай Алексеевич Кузнецов, ur. 19 grudnia 1922 we wsi Bajtugan w obwodzie karagandyjskim, zm. 12 sierpnia 2009 w Ałmaty) – radziecki lotnik, dwukrotny Bohater Pracy Socjalistycznej (1973 i 1979).

## Życiorys
W 1941 został wcielony do Armii Czerwonej i skierowany do szkoły mechaników lotniczych, którą w 1942 ukończył ze stopniem starszego sierżanta, w latach 1942–1943 uczył się w szkole lotników w Magnitogorsku, po czym był pilotem instruktorem do demobilizacji w 1947. Później był pilotem w lotnictwie cywilnym, w 1948 został szefem portu lotniczego w Akmolińsku, a w 1950 zastępcą dowódcy oddziału lotniczego w Ust-Kamienogorsku, w 1955 ukończył Uljanowską Szkołę Wyższego Przygotowania Lotniczego Lotnictwa Cywilnego, a w 1963 Kazachski Uniwersytet Państwowy. W latach 1963–1967 był zastępcą szefa i szefem Kazachskiego Zarządu Lotnictwa Cywilnego Głównego Zarządu Lotnictwa Cywilnego ZSRR, a 1970-1987 szefem Kazachskiego Zarządu Lotnictwa Cywilnego Ministerstwa Lotnictwa Cywilnego ZSRR, następnie przeszedł na emeryturę. Czterokrotnie zostawał deputowanym do Rady Najwyższej Kazachskiej SRR.

## Odznaczenia i nagrody
- Medal Sierp i Młot Bohatera Pracy Socjalistycznej (dwukrotnie – 9 lutego 1973 i 12 stycznia 1979)
- Order Lenina (dwukrotnie – 9 lutego 1973 i 12 stycznia 1979)
- Medal „Za pracowniczą dzielność”
- Nagroda Państwowa ZSRR
- Nagroda Rady Ministrów ZSRR
- Order „Lampart” III klasy (Kazachstan)

I medale.